# جوستين ريان
جوستين ريان (بالإنجليزية: Heath Ryan)‏ هو فارس ‏ أسترالي، ولد في 2 يوليو 1958 في سيدني في أستراليا.

## وصلات خارجية
- جوستين ريان على موقع أوليمبيديا (الإنجليزية)
- جوستين ريان على موقع اللجنة الأولمبية الأسترالية (الإنجليزية)